# Катунино (Архангельская область)
Катунино — посёлок в Приморском районе Архангельской области. Административный центр Катунинского сельского поселения.

## География
Находится на берегу Лахтинского озера. Вблизи посёлка расположен аэродром Лахта.

## История
В 1967 году указом президиума ВС РСФСР посёлок Лахта переименован в Катунино, в память о Герое Советского Союза Илье Катунине.
С 2006 года является центром Катунинского сельского поселения.
1 сентября 2012 года недалеко от Катунино потерпел крушение самолет «Як-18Т».

## Население
| 2002 | 2010  | 2012  | 2021  |
| ---- | ----- | ----- | ----- |
| 3384 | ↗3443 | ↗3855 | ↘3562 |